# Omfacyt
Omfacyt – minerał z gromady krzemianów łańcuchowych, zaliczany do grupy piroksenów. Jest minerałem rzadkim.
Nazwa pochodzi od słowa omphax, greckiego określenia niedojrzałych winogron, nawiązując do charakterystycznej, zielonej barwy tego minerału. Jako minerał jest stałym roztworem jadeitu (25%-75%), augitu (25%-75%) i egirynu (0%-25%).

## Właściwości
Zazwyczaj tworzy nieprawidłowo wykształcone kryształy o pokroju słupkowym. Występuje w skupieniach zbitych, bądź nieforemnych ziaren tkwiących w masie skalnej – najczęściej zbliźniaczonych. Jest kruchy, przezroczysty.

## Występowanie
Stanowi składnik skał metamorficznych. Zazwyczaj występuje z granatami, amfibolami, dystenem, skaleniami, kwarcem, zoisytem, epidotem. Niekiedy tworzy omafacytyty. 
Miejsca występowania: Birma, Japonia, Nowa Zelandia, Austria, Włochy, Grecja, Rosja, Niemcy.
W Polsce – spotykany na Dolnym Śląsku, w Górach Sowich, Górach Złotych, w Masywie Śnieżnika.

## Zastosowanie
- interesuje naukowców i kolekcjonerów,
- wykorzystywany jako kamień ozdobny do wyrobu drobnej galanterii ozdobnej i rzeźb,
- czasami wykorzystywany w jubilerstwie.